# Slava - nam, smert - vragam
Slava - nam, smert - vragam (ryska: Слава - нам, смерть - врагам, fritt översatt: Ära åt oss - död åt fienden) är en rysk stumfilm från 1914, regisserad av Jevgenij Bauer.
Ett patriotiskt drama som utspelar sig inom ramen av första världskriget. Handlingen kretsar runt en barmhärtighetssyster var make kallats till fronten som officer. Filmen hade premiär 1 november 1914.

## Rollista
- Dora Tjitorina – Irina Strojeva, barmhärtighetssystern
- Ivan Mozzjuchin – löjtnant Sumtsev